# Kepler-62e

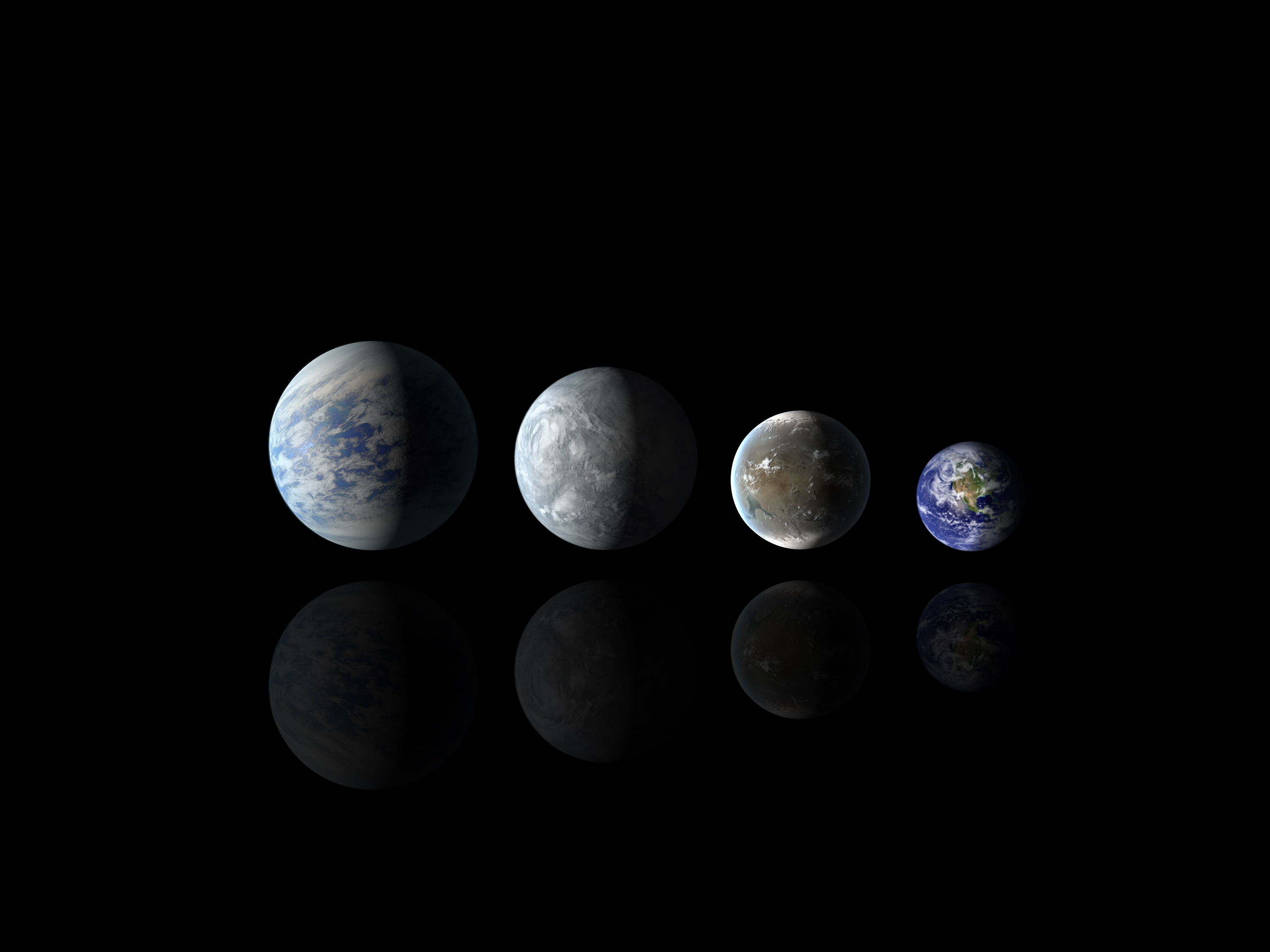
Comparação das dimensões de Kepler-69c, Kepler-62e, Kepler-62f e da Terra.

Kepler-62e é um exoplaneta (planeta extrassolar) que é uma superterra descoberto orbitando dentro da zona habitável da estrela Kepler-62, o segundo mais externo dos cinco planetas descobertos pelo telescópio espacial Kepler da NASA. Kepler-62e está localizado a cerca de 1200 anos-luz (370 pc) a partir da Terra, na constelação de Lyra. O exoplaneta foi encontrado usando o método de trânsito, quando o efeito de escurecimento que faz um planeta como ele quando cruza em frente da sua estrela é medido. Kepler-62e pode ser um planeta telúrico sólido ou dominado por água e gelo; encontra-se na parte interna da sua estrela hospedeira na zona habitável e tem um Índice de Similaridade com a Terra de 0,83.
Dada a idade do planeta (7 ± 4 milhões de anos), fluxo estelar (1,2 ± 0,2 vezes da Terra) e raio (1,61 ± 0,05 vezes da Terra) uma composição rochosa (ferro-silicato) com a adição de uma quantidade possivelmente substancial de água, é considerado plausível. Um estudo de modelagem publicado no The Astrophysical Journal sugere que é provável que uma grande maioria de planetas na faixa do tamanho de Kepler-62e são completamente cobertos por oceano.
Kepler-62e orbita sua estrela-mãe a cada 122 dias e é aproximadamente 60 por cento maior que a Terra.

## Exoplaneta confirmado e estrela hospedeira
Kepler-62e é uma superterra com um raio de 1,61 vezes a da Terra. O planeta orbita uma estrela que é um pouco menor e mais fria que o Sol, chamado de Kepler-62, que é orbitado por um total de cinco planetas transitando, dos quais Kepler-62f tem o período orbital mais longo. A estrela parece um ter uma cor ligeiramente de pêssego a olho nu.
| Exoplanetas notáveis – Observatório Espacial Kepler | Exoplanetas notáveis – Observatório Espacial Kepler                                    |
| --- | -------------------------------------------------------------------------------------- |
| Pequenos exoplanetas confirmados em zonas habitáveis. (Kepler-62e, Kepler-62f, Kepler-186f, Kepler-296e, Kepler-296f, Kepler-438b, Kepler-440b, Kepler-442b) (Observatório Espacial Kepler; 6 de janeiro de 2015). |                                                                                        |
| Comparação dos tamanhos dos planetas Kepler-69c, Kepler-62e, Kepler-62f e a Terra. (Os exoplanetas são concepções artísticas)                                                                                      | O volume de pesquisa feito pelo telescópio espacial Kepler, no contexto da Via Láctea. |